# إرنست ماخ
إرنست ماخ (بالألمانية: Ernst Mach) (1838 - 1916م). فيزيائي وفيلسوف نمساوي درس حركة الأجسام بسرعتها القصوى خلال الغازات، وطوَّر طريقة دقيقة لقياس سرعتها معبرًا عنها بسرعة الصوت. وتعتبر هذه الطريقة مهمة خاصة في مشاكل الطيران الأسرع من الصوت. ويأتي عدد ماخ ودراسة موجات الصدمة على رأس اسهاماته في الفيزياء. وفي إسهاماته الفلسفية، كان لماخ تأثيرًا كبيرًا على الوضعية المنطقية من خلال نقده لإسحاق نيوتن وخَلَفَهُ ألبرت اينشتاين ونظرية النسبية.

## السيرة الشخصية
ولد ماخ في برنو، مورافيا في الإمبراطورية النمساوية في 18 فبراير 1838 وتخرَّج في جامعة فيينّا بالنمسا.

## فلسفة العلوم
اهتم ماخ بالتطوّر التاريخي للأفكار التي بُني عليها علم الميكانيكا، وقال إنَّ كل المعارف البشرية جاءت عن طريق الحواس الخمس: البصر والسمع والشم والذوق واللمس، وأدرك أيضًا أن القانون العلمي له ارتباط وثيق بالمعلومات الملاحظة.

## قوانين الماك
ظل عمل ماخ مبهمًا إلى أن بدأت سرعة المركبة الفضائية تقترب من سرعة الصوت. وبعد ذلك استُخدم مصطلح رقم ماخ مقياسًا للسرعة. يعتبر نصف الماخ = نصف سرعة الصوت أو تحت صوتي. وماخ الواحد = سرعة الصوت أو عبر صوتي. و2 ماخ يساوي ضعف سرعة الصوت أو فوق صوتي وهكذا.

## وصلات خارجية
- إرنست ماخ على موقع الموسوعة البريطانية (الإنجليزية)
- إرنست ماخ على موقع إن إن دي بي (الإنجليزية)

- Various Ernst Mach links, compiled by Greg C Elvers
- Works in german and english, in the أرشيف الإنترنت
- Short biography and bibliography in the Virtual Laboratory of the معهد ماكس بلانك لتاريخ العلم
- Vladimir Lenin: Materialism and Empirio-Criticism
- Mach's math genealogy